# Josef Wolf (Diplomat)
Josef Theodor Wolf (* 29. August 1938; † 12. Dezember 2014) war ein liechtensteinischer Diplomat.

## Leben
Er studierte Philologie und promovierte. Wolf war dann als Lehrer tätig und unterrichtete von 1963 bis 1970 zusätzlich zu seinen Hauptfächern Deutsch und Philosophie als erster Liechtensteiner Lehrer auch Latein, Geschichte und Englisch. Von 1970 bis 1991 war er Leiter des Schulamtes von Liechtenstein. Von 1968 bis 1969 war er Ersatzrichter und von 1969 bis 1974 Richter am Staatsgerichtshof des Fürstentum Liechtenstein. Später war er ständiger Vertreter Liechtensteins beim Europarat in Straßburg. Im Dezember 2002 wurde er Botschafter in Deutschland. Nachdem er zunächst nicht-residierender Botschafter war, wurde er dann 2003 der erste residierende Botschafter in der Liechtensteinischen Botschaft in Berlin. Ende des Jahres 2006 trat er in den Ruhestand.
Er gehörte dem Historischen Verein für das Fürstentum Liechtensteins an, dem er von 1965 bis 1990 im Vorstand als Kassierer diente.
1965 heiratete er Ingeborg Meier (* 1939). Aus der Ehe gingen ein Sohn (* 1968) und eine Tochter (* 1973) hervor.

## Auszeichnungen
2002 wurde Wolf von Papst Johannes Paul II. der Gregoriusorden in Silber für die Verteidigung christlicher Grundwerte und seines Eintretens für eine christlich geprägte Betrachtungsweise der aktuellen Probleme Europas verliehen.